# エラワン国立公園
エラワン国立公園 (タイ語: อุทยานแห่งชาติเอราวัณ)は、タイ王国西部のカーンチャナブリー県に位置する、550 km2の国立公園。
1975年に国内で12番目に設置された。

## 特徴
7又のエラワンの滝が見所である。
エラワン(アイラーヴァタ)はインド神話に登場する3つの頭を持つ白い象。
公園には4つの洞窟が有る。
滝の北東にはKhao Nom Nang と呼ばれるおっぱい形の山が有る。